# بحيرة العتيبة
بحيرة العتيبة، هي بحيرة طبيعية تقع في محافظة ريف دمشق، بالقرب من بلدة العتيبة وقد اشتقت اسمها منها. بحيرة العتيبة، هي بقايا بحيرة كبيرة كانت قبل 500.000 سنة تغطي المناطق التي تشكل حاليًا دمشق ومعظم ريف دمشق؛ إلا أنه وبنتيجة جفاف مناخي حصل قبل نصف مليون عام، ثم قبل عشرة آلاف عام، تبخرت معظم مياه البحيرة، فاسحة المجال أمام ظهور اليابسة الخصبة، على سبيل المثال غوطة دمشق.